# Козицький Максим Зіновійович
Максим Зіновійович Козицький (нар. 19 лютого 1981, Львів, УРСР) — український підприємець і політик, голова Львівської обладміністрації з 5 лютого 2020 року. Голова Палати регіонів Конгресу місцевих і регіональних влад при президентові України. Депутат Львівської обласної ради 8 скл. від партії «Слуга народу».
Фігурант низки корупційних скандалів.

## Біографія
Народився 19 лютого 1981 у Львові (за іншими даними, у Миколаєві на Львівщині). Закінчив Миколаївську середню школу № 1 Львівської області.
У 1998—2004 роках навчався у Львівському медичному університеті ім. Данила Галицького на хірурга. З серпня 2004 по лютий 2006 року — лікар-інтерн з хірургії Інтернатури Львівського медичного університету, 2006 року здобув ступінь магістра медицини з лікувальної справи у тому ж університеті. З лютого по грудень 2006 року не працював. З січня по вересень 2007 року — заступник директора ТОВ «Укрмедресурс».
2007 року заочно закінчив Києво-Могилянську академію (магістр менеджменту організацій) та у Львівський національний університет ім. Франка (облік і аудит, спеціаліст з обліку і аудиту).
У вересні 2007 — травні 2009 року — лікар-методист Львівського обласного центру здоров'я.
У вересні 2007 — листопаді 2010 року — член спостережної ради ТОВ «Укрнафтогазінвест». У листопаді 2010 — червні 2014 року — заступник генерального директора із загальних питань ТОВ «Укрнафтогазінвест».
У грудні 2009 — червні 2014 року — генеральний директор, заступник генерального директора ТОВ «Прикарпатська енергетична компанія» за сумісництвом. У червні 2014 — жовтні 2016 року — заступник генерального директора ТОВ «Прикарпатська енергетична компанія».
У жовтні 2016 — січні 2020 року — директор ТОВ «Еко-Оптіма». 2012 року компанія отримала кредит від банку ЄБРР на 13,3 млн євро для розвитку енергетичного бізнесу. 2013 року компанія отримала кредит від Європейського банку реконструкцій та розвитку для придбання двох турбін Vestas.

## Політика
2015 — невдало балотувався до Львівської облради від партії «Самопоміч».
27 грудня 2019 року призначений головою ЛОДА, де він замінив Маркіяна Мальського.
З 5 лютого 2020 року — голова Львівської обласної адміністрації, голова Львівської обласної організації партії «Слуга народу». Очолив список партії «Слуга народу» на виборах до Львівської обласної ради. У вересні 2019 року стало відомо, що компанії, повʼязані з Козицьким, ТОВ «Західнадрасервіс», ПП «Проект-буд» та ТОВ "Бурова компанія «Горизонти», задонатили партії «Слуга народу» 2,7 млн грн.

## Розслідування
Родина Козицького володіє бізнесом у нафтогазовій галузі та сфері відновлювальної енергетики. Сам Козицький був акціонером низки енергетичних компаній. Нафтогазові компанії родини Козицьких виграли тендерів на 7,5 млрд грн, їх найбільшими клієнтами є «Укрнафта» та «Укргазвидобування».

### Зв'язки з Карелом Комареком
Родина Козицьких має бізнесові звʼязки з чеським олігархом Карелом Комареком. Зокрема, батько Максима Зиновій Козицький є партнером Комарека у трьох українських компаніях, серед яких ТОВ «Горизонти», де Комарек володіє 80 %, а Козицький — 20 %. 2018 року СБУ та Держфінмоніторинг рекомендували не допускати «Горизонти» до спецдозволів на видобуток через те, що підконтрольний Комареку нафтовий термінал «Самара» та його інші нафтогазові компанії були причетними до постачання нафтопродуктів до окупованих Росією територій.
21 серпня 2024 року Шевченківський суд Києва зобов'язав СБУ порушити кримінальне провадження щодо законності співпраці родини Козицьких із Комареком.

### Звинувачення у зловживанні владою при будівництві приватної дороги
Як голова Львівської ОВА Козицький витратив з бюджету 25 млн грн на дорогу в курортному селищі Східниця до готелю, побудованого його батьком Зіновієм Козицьким. Частину дороги побудували за державні гроші, другу — коштом приватної компанії. 2023 року ця дорога стала найдорожчою серед відремонтованих або побудованих за гроші Львівської ОВА. НАБУ відкрило кримінальну заяву щодо конфлікту інтересів та зловживання службовим становищем Максима Козицького.

## Сім'я
- Батько Зіновій Козицький — бізнесмен, власник львівського муніципального велопрокату NextBike та групи газовидобувних компаній.
- Мати — Таміла.
- Брат — Степан Козицький.
- Дружина — Оксана Іванівна Козицька, син Зіновій (пом. 2024)[21][22], донька Софія[23].